# Grand Prix-wegrace van Imola
De Grand Prix van Imola voor motorfietsen was een motorsportrace, die tussen 1996 en 1999 werd verreden en meetelde voor het wereldkampioenschap wegrace. Het evenement vond plaats op het Autodromo Enzo e Dino Ferrari.
Mick Doohan is met drie overwinningen de recordhouder van deze Grand Prix, gevolgd door Valentino Rossi met twee overwinningen.

Autodromo Enzo e Dino Ferrari

## Statistiek
| Editie | Seizoen | Circuit | Klasse | Winnaar                   | Tweede                    | Derde                    | Poleposition               | Snelste ronde               |
| ------ | ------- | ------- | ------ | ------------------------- | ------------------------- | ------------------------ | -------------------------- | --------------------------- |
| 1      | 1996    | Imola   | 125 cc | Masaki Tokudome (Aprilia) | Emilio Alzamora (Honda)   | Jorge Martínez (Aprilia) | Jorge Martínez (Aprilia)   | Valentino Rossi (Aprilia)   |
| 1      | 1996    | Imola   | 250 cc | Ralf Waldmann (Honda)     | Olivier Jacque (Honda)    | Tohru Ukawa (Honda)      | Max Biaggi (Aprilia)       | Ralf Waldmann (Honda)       |
| 1      | 1996    | Imola   | 500 cc | Mick Doohan (Honda)       | Àlex Crivillé (Honda)     | Tadayuki Okada ((Honda)  | Mick Doohan (Honda)        | Àlex Crivillé (Honda)       |
|        |         |         |        |                           |                           |                          |                            |                             |
| 2      | 1997    | Imola   | 125 cc | Valentino Rossi (Aprilia) | Tomomi Manako (Honda)     | Kazuto Sakata (Aprilia)  | Valentino Rossi (Aprilia)  | Valentino Rossi (Aprilia)   |
| 2      | 1997    | Imola   | 250 cc | Max Biaggi (Honda)        | Olivier Jacque (Honda)    | Tohru Ukawa (Honda)      | Olivier Jacque (Honda)     | Tetsuya Harada (Aprilia)    |
| 2      | 1997    | Imola   | 500 cc | Mick Doohan (Honda)       | Nobuatsu Aoki (Honda)     | Takuma Aoki (Honda)      | Mick Doohan (Honda)        | Mick Doohan (Honda)         |
|        |         |         |        |                           |                           |                          |                            |                             |
| 3      | 1998    | Imola   | 125 cc | Tomomi Manako (Honda)     | Marco Melandri (Honda)    | Masao Azuma (Honda)      | Marco Melandri (Honda)     | Tomomi Manako (Honda)       |
| 3      | 1998    | Imola   | 250 cc | Valentino Rossi (Aprilia) | Loris Capirossi (Aprilia) | Stefano Perugini (Honda) | Tetsuya Harada (Aprilia)   | Tetsuya Harada (Aprilia)    |
| 3      | 1998    | Imola   | 500 cc | Mick Doohan (Honda)       | Àlex Crivillé (Honda)     | Max Biaggi (Honda)       | Jean-Michel Bayle (Yamaha) | Max Biaggi (Honda)          |
|        |         |         |        |                           |                           |                          |                            |                             |
| 4      | 1999    | Imola   | 125 cc | Marco Melandri (Honda)    | Simone Sanna (Honda)      | Arnaud Vincent (Aprilia) | Marco Melandri (Honda)     | Roberto Locatelli (Aprilia) |
| 4      | 1999    | Imola   | 250 cc | Loris Capirossi (Honda)   | Valentino Rossi (Aprilia) | Olivier Jacque (Yamaha)  | Olivier Jacque (Yamaha)    | Stefano Perugini (Honda)    |
| 4      | 1999    | Imola   | 500 cc | Àlex Crivillé (Honda)     | Alex Barros (Honda)       | Max Biaggi (Yamaha)      | Àlex Crivillé (Honda)      | Alex Barros (Honda)         |

## Noot
1. ↑  Officieel vond er geen telling plaats

1996 · 1997 · 1998 · 1999